# Wiiでやわらかあたま塾
『Wiiでやわらかあたま塾』（ウィーでやわらかあたまじゅく）は、2007年4月26日に任天堂が開発・発売したWii専用ゲームソフト。アメリカでは同年6月11日、ヨーロッパでは同年7月20日に発売された。

## 概要
『直感』、『記憶』、『分析』、『数字』、『知覚』の5分野の簡単な問題を解いて、頭を柔らかくするゲーム。各ジャンルとも3種類（どきどきパネルでは4種類）の問題があり、3段階（あたまのストレッチではある条件を満たすと4段階に増える）のレベルが用意されており、どの問題も、解答のスピードと正確さが重視される。WiiのTouch! Generationsシリーズの3作目。

## 問題の種類

### 直感
- A 直感モグラ - 見本と同じ絵を持ったモグラを素早くたたく。
- B 推測しゃしん - 段々と見えてくる動物を当てる。
- C 暗やみどうぶつ - 暗闇を照らしどの動物が一番多いか当てる。
- D きりぬきアート（どきどきパネルのみ） - 画面の切り取られている部分を当てる。

### 記憶
- A 鳥かごシャッフル - シャッフルされた後、鳥が入った鳥かごを当てる。
- B 瞬間かお記憶 - 顔を記憶し、後から同じ顔を当てる。
- C さかさ記憶 - 最初にでる見本の逆向きで答えていく。
- D でまえ記憶（どきどきパネルのみ） - 注文を正しく書き写す。

### 分析
- A 型ぬきブロック - 邪魔なブロックを壊し、見本と同じにする。
- B 早撃ちクイズ - 文章に合った写真を打ち抜く。
- C 形当てキューブ - 見本とおなじ形のキューブを選ぶ。
- D きそく並べ（どきどきパネルのみ） - 規則正しく並ぶように枠にブロックをはめる。

### 数字
- A 順番ふうせん - 風船に書かれた数字を数が小さい順に割っていく。
- B たし算つみ木 - 指定された数字と積み木を全て足した数が同じになるように積み木を弾く。
- C 玉入れカウント - 籠に入っている赤玉と青玉のどちらが多いかを当てる。
- D 時計合わせ（どきどきパネルのみ） - 指定の時間だけ長針を動かし合わせる。

### 知覚
- A 絵合わせスタンプ - 見本と同じになるように絵柄を置く。
- B レールつなぎ - 線路をゴールまで繋げる。
- C まちがいアニメ - 4つの内の1つだけ違う動きをしている絵を当てる。
- D 視点えらび（どきどきパネルのみ） - 見本の絵をどの視点から見ているのかを当てる。

## 1人用
- やわらかテスト - 各分野から出題される問題に答え、五角形のグラフで表示される各分野の「やわらか度」の合計を測定する。得点合計はグラム（g）で表示され、結果によって「やわらか度」の段位認定と「あたまタイプ」分析が行われる。
- あたまのストレッチ - 5分野15種類（各3レベル）の問題を自由に選択して挑戦するモード。成績によって「銅」「銀」「金」「プラチナ」の「ハカリメダル」が授与される。ある条件を満たすとエキスパートというレベルが追加される。

## 1人～8人用
- たいせんレース - 他の塾生や塾生ブックと対戦ができるモード。
- きょうりょくサバイバル - ミスするまで只管問題を解くモード（100問が最高）。
- どきどきパネル - パネルをめくり得点を競い合うモード。

## 事務局
入塾や退塾、塾生ブックの閲覧などをすることができる。